# Hemisphaerius cinctus
Hemisphaerius cinctus är en insektsart som beskrevs av Melichar 1906. Hemisphaerius cinctus ingår i släktet Hemisphaerius och familjen sköldstritar. Inga underarter finns listade i Catalogue of Life.